# Xã Morgan, Quận Coles, Illinois
Xã Morgan (tiếng Anh: Morgan Township) là một xã thuộc quận Coles, tiểu bang Illinois, Hoa Kỳ. Năm 2010, dân số của xã này là 359 người.